# The Animal Kingdom
The Animal Kingdom ist eine US-amerikanische Komödie mit Ann Harding und Leslie Howard unter der Regie von Edward H. Griffith. Der Film basiert auf dem gleichnamigen Theaterstück von Philip Barry und ist ein typisches Beispiel für den laxen Umgang mit den geltenden Zensurvorschriften vor Verschärfung des Production Code.

## Handlung
Der erfolgreiche Publizist Tom Collier feiert gerade seinen Junggesellenabschied, als ihn ein Telegramm seiner ehemaligen Geliebten Daisy Sage erreicht, das ihre Ankunft in New York ankündigt. Tom will Daisy, die mittlerweile erfolgreich in der Werbung tätig ist, persönlich über seine anstehende Ehe mit Cecilia informieren. Gerade als Tom mit der Neuigkeit rausrücken will, bittet ihn Daisy, sie nach Mexiko zu begleiten, wo sie einige Zeit als freischaffende Malerin tätig sein möchte. Bei der Gelegenheit könnten sie beide auch gleich heiraten und Kinder bekommen. Tom ist perplex, doch am Ende gesteht er, tatsächlich bald vor den Traualtar zu treten, wenn auch mit einer anderen Frau.
Einige Zeit später lebt Tom mehr oder weniger glücklich mit Cecila in Connecticut, da erhält er  die Mitteilung über Daisys erste Ausstellung ihrer Gemälde. Gerade als er aufbrechen will, schafft es Cecila mit einer List, Tom im Haus zu behalten. Sie überredet ihn auch, endlich seinen Butler, den ehemaligen Boxer Red Regan, rauszuwerfen. Die Ehe der beiden verläuft sich danach in Routine und Langeweile. Um ihren Ehemann aufzuheitern, lädt Cecila nicht nur Daisy, sondern auch einige andere gute alte Freunde von Tom für ein Wochenende ein, darunter die bekannte Cellistin Franc Schmidt. Die Gesellschaft nimmt jedoch nicht den von Cecila erhofften Verlauf. Daisy kritisiert Tom vor aller Augen dafür, alle seine Ideale über Bord geworfen zu haben, nur um die materiellen Bedürfnisse seiner verwöhnten Ehefrau zu befriedigen. Gleichzeitig macht sie Tom auf Cecilias heftigen Flirt mit seinem Anwalt aufmerksam. Am Ende entscheidet sich Tom für seine wahre Liebe Daisy und verlässt seine Ehefrau.

## Hintergrund
David O. Selznick war 1932 von Paramount Pictures zu RKO gewechselt. Eines seiner ersten Probleme bestand darin, einen geeigneten Stoff für Ann Harding zu finden. Die Schauspielerin war im Zuge der Verschmelzung anderer Gesellschaften zur RKO gekommen. Sie bekam eine Wochengage von $ 6.000 und galt als sehr schwierig. Sie hatte Mitspracherecht bei Drehbüchern und Regisseuren und als erfahrener Bühnenstar war Harding nie zufrieden mit den eher seichten Stoffen, die das Studio ihr vorlegte. Selznick erwarb daher die Rechte an dem Broadwayerfolg The Animal Kingdom von Philip Barry für Harding, die bereits zweimal erfolgreich in Komödien des Autors mitgewirkt hatte: Paris Bound von 1929 und Holiday aus dem Folgejahr. Um Harding, die trotzdem nicht ganz überzeugt war, doch noch zur Zusage zu bewegen, drohte Selznick ihr, die Rolle der Daisy Sage an Katharine Hepburn, dem neuesten Star von RKO oder Irene Dunne zu geben.
Am Ende willigte Harding für eine Gage von $ 93.500 ein, verlangte jedoch als Regisseur nach Edward H. Griffith, mit dem sie in der Vergangenheit bereits zusammengearbeitet hatte. Leslie Howard, William Gargan und Ilka Chase wiederholten ihre Rollen aus der Bühnenproduktion. Howard war im Vorjahr durch Auftritte neben Marion Davies in Five and Ten sowie Norma Shearer in A Free Soul ein bekannter Name geworden. Er und Ann Harding hatten ebenfalls 1931 bereits gemeinsam für Devotion vor der Kamera gestanden, einer dünn kaschierten Version von  Madame X, jedoch mit Happy-End. Der Film bedeutete einen Wendepunkt in der Karriere von Myrna Loy, die seit 1925 fast ausschließlich als Vamp, Exotin, Verführerin oder alles gemeinsam auf der Leinwand erschienen war. Selznick, der zunächst eigentlich Karen Morley für den Part haben wollte, war schließlich von Loy und ihrem Talent für Komödie überzeugt.
Die Produktion wurde mit erheblichem Aufwand betrieben, da The Animal Kingdom seine Premiere im Rahmen der Eröffnung des Roxy Theatre in New York, einem luxuriösen Kinopalast mit seinerzeit 3.700 Plätzen erleben sollte. Die glanzvolle Uraufführung im August 1932 verhinderte nicht, dass der Film am Ende einen Verlust aufwies. Der für die Zeit gewagte Stoff, der aus der Ehefrau eine Intrigantin und aus der Geliebten eine wohlerzogene Frau mit vorzüglichen Umgangsformen machte, für die sich der Ehemann am Ende nahezu folgerichtig auch entscheidet, verhinderte, dass The Animal Kingdom nach 1934 erneut in die Kinos gebracht werden konnte. Ein vergleichbares Thema über einen Mann, der seine Ideale zeitweise für eine reiche Heirat aufgibt, hatte bereits Frank Capra mit Vor Blondinen wird gewarnt auf die Leinwand gebracht. In dem Film ist es ein aufrechter und integerer Reporter, der auf den Sexappeal einer verzogenen Erbin, gespielt von Jean Harlow, reinfällt und erst am Ende wieder bei seiner alten Liebe Loretta Young und seinem Beruf landet. Ann Harding und Myrna Loy übernahmen 1933 in When Ladies Meet genau die entgegengesetzten Rollen: Loy war die wohlerzogene Geliebte und Harding die etwas langweilige Ehefrau.

## Kinoauswertung
Mit Produktionskosten von 458.000 US-Dollar war The Animal Kingdom ein für RKO-Verhältnisse teurer Film. An der Kinokasse erwies er sich als unpopulär und spielte lediglich 528.000 US-Dollar ein. Das Studio verbuchte am Ende einen Verlust in Höhe von 110.000 US-Dollar.

## Kritik
In der New York Times waren begeisterte Worte der Zustimmung zu lesen:

„Mr. Howard war nie besser […] Miss Harding in der Rolle der Daisy spielt zwar angenehm, doch nicht immer mit der gewünschten Spontanität. Ihre Schönheit entschädigt jedoch für ihre letztlich doch etwas banale Darstellung. […] Der Regisseur Edward H. Griffith hält die Handlung erfolgreich im Fluss […]. Noch eine Darstellerin, die wirklich überzeugt, ist Miss Loy als Cecelia. Sie präsentiert ihre Dialoge mit Charme und zeigt eine dazu passende Darstellung. Einige ihrer besten Szenen hat sie mit Mr. Howard. […] Der Film hält sich eng an die Grundidee des Autors. Er hat die Feinfühligkeit und Zurückhaltung des Bühnenstücks und die Situationen sind stets von gutem Geschmack gekennzeichnet.“